# 부산지방검찰청
부산지방검찰청(釜山地方檢察廳)은 부산고등검찰청 관할 하에, 관할구역의 검찰사무를 수행하는 기관이다. 부산광역시 연제구 법원로 15에 위치하고 있다.

## 연혁
- 1912년 4월 1일 부산지방법원 검사국 설치
- 1948년 8월 2일 부산지방검찰청 개청
- 1959년 7월 2일 구 부산고등법원 청사로 이전 (부산광역시 서구 부민동 2가 1)
- 1984년 10월 26일 구 경남도청 건물로 이전 (부산광역시 서구 부용동2가 16번지)
- 2001년 9월 27일 부산고등·지방검찰청 청사 이전 (부산광역시 연제구 거제동 1501번지)

## 조직

### 지방검찰청장

#### 제1차장검사

##### 형사 제1부
- 조사과

##### 공판부
- 공판과

#### 제2차장검사

##### 특별수사부
- 수사과

##### 강력부
- 조직범죄수사과
- 마약수사과

##### 사무국
- 총무과
- 사건과
- 집행과
- 기록관리과

## 역대 검사장
- 제1대 엄상섭 1948년 11월 9일 ~ 1949년 3월 6일
- 제2대 서정국 1949년 3월 7일 ~ 1950년 6월 21일
- 제3대 이태희 1950년 6월 22일 ~ 1951년 8월 28일
- 제4대 소진섭 1951년 8월 29일 ~ 1952년 5월 26일
- 제5대 윤만석 1952년 5월 27일 ~ 1954년 4월 2일
- 제6대 김윤수 1954년 4월 3일 ~ 1957년 10월 4일
- 제7대 소진섭 1957년 10월 5일 ~ 1959년 4월 21일
- 제8대 양정수 1959년 4월 22일 ~ 1960년 6월 26일
- 제9대 권오병 1960년 6월 27일 ~ 1960년 9월 23일
- 제10대 장병철 1960년 9월 24일 ~ 1961년 6월 21일
- 제11대 서병균 1961년 7월 8일 ~ 1963년 12월 30일
- 제12대 유태영 1964년 1월 28일 ~ 1966년 11월 18일
- 제13대 김용제 1966년 11월 19일 ~ 1968년 5월 31일
- 제14대 서주연 1968년 6월 1일 ~ 1969년 1월 19일
- 제15대 김선 1969년 1월 20일 ~ 1971년 8월 25일
- 제16대 나길조 1971년 8월 26일 ~ 1973년 4월 5일
- 제17대 박원호 1973년 4월 6일 ~ 1976년 2월 29일
- 제18대 송종진 1976년 3월 1일 ~ 1977년 2월 16일
- 제19대 정익원 1977년 2월 17일 ~ 1979년 2월 18일
- 제20대 정태균 1979년 2월 19일 ~ 1980년 5월 25일
- 제21대 김태현 1980년 6월 9일 ~ 1981년 4월 26일
- 제22대 정치근 1981년 4월 27일 ~ 1981년 12월 15일
- 제23대 이우각 1981년 12월 16일 ~ 1982년 6월 17일
- 제24대 백광현 1982년 6월 18일 ~ 1983년 7월 31일
- 제25대 이중근 1983년 8월 1일 ~ 1985년 3월 4일
- 제26대 정구영 1985년 3월 5일 ~ 1985년 10월 20일
- 제27대 김양균 1985년 10월 21일 ~ 1986년 5월 1일
- 제28대 박희태 1986년 5월 2일 ~ 1987년 6월 7일
- 제29대 서정신 1987년 6월 8일 ~ 1988년 3월 4일
- 제30대 김경회 1980년 3월 12일 ~ 1989년 3월 28일
- 제31대 김유후 1989년 3월 29일 ~ 1991년 4월 17일
- 제32대 김도언 1991년 4월 18일 ~ 1992년 7월 28일
- 제33대 정경식 1992년 7월 29일 ~ 1993년 3월 16알
- 제34대 김기석 1993년 3월 17일 ~ 1993년 5월 30일
- 제35대 김기수 1993년 6월 1일 ~ 1993년 9월 20일
- 제36대 신창언 1993년 9월 21일 ~ 1994년 9월 15일
- 제37대 김태정 1994년 9월 16일 ~ 1995년 9월 19일
- 제38대 송정호 1995년 9월 20일 ~ 1997년 1월 22일
- 제39대 김진세 1997년 1월 23일 ~ 1998년 3월 22일
- 제40대 김수장 (법조인) 1998년 3월 23일 ~ 1999년 2월 21일
- 제41대 유재성 (법조인) 1999년 2월 22일 ~ 1999년 6월 8일
- 제42대 김영철 (법조인) 1999년 6월 9일 ~ 1999년 8월 23일
- 제43대 이종찬 (1946년) 1999년 8월 24일 ~ 2000년 7월 14일
- 제44대 송광수 2000년 7월 15일 ~ 2001년 5월 30일
- 제45대 명로승 2001년 5월 31일 ~ 2002년 2월 7일
- 제46대 정홍원 2002년 2월 8일 ~ 2003년 3월 12일
- 제47대 이정수 2003년 3월 13일 ~ 2003년 3월 20일
- 제48대 김재기 2003년 3월 21일 ~ 2004년 5월 31일
- 제49대 임승관 2004년 6월 1일 ~ 2005년 4월 7일
- 제50대 문영호 2005년 4월 8일 ~ 2006년 2월 5일
- 제51대 안영욱 2006년 2월 6일 ~ 2007년 3월 4일
- 제52대 김태현 2007년 3월 5일 ~ 2008년 3월 10일
- 제53대 김수민 (1953년) 2008년 3월 11일 ~ 2009년 1월 18일
- 제54대 박용석 2009년 1월 19일 ~ 2009년 8월 11일
- 제55대 박기준 2009년 8월 12일 ~ 2010년 7월 8일
- 제56대 곽상욱 2010년 7월 15일 ~ 2011년 8월 21일
- 제57대 석동현 2011년 8월 22일 ~ 2012년 7월 17일
- 제58대 이득홍 2012년 7월 18일 ~ 2013년 4월 9일
- 제59대 김희관 2013년 4월 10일 ~ 2013년 12월 23일
- 제60대 백종수 2013년 12월 24일 ~ 2015년 2월 10일
- 제61대 정인창 2015년 2월 11일 ~ 2015년 12월 23일
- 제62대 황철규 2015년 12월 24일 ~ 2017년 7월 31일
- 제63대 장호중 2017년 8월 1일 ~ 2017년 10월 30일
- 제64대 배성범 2017년 11월 21일 ~ 2018년 1월 18일
- 제65대 김영대 (1963년) 2018년 1월 19일 ~ 2018년 6월 14일
- 제66대 김기동 2018년 6월 22일 ~ 2019년 7월 30일
- 제67대 고기영 2019년 7월 31일 ~ 2020년 1월 12일
- 제68대 권순범 2020년 1월 13일 ~ 2021년 6월 10일
- 제69대 이수권 2021년 6월 11일 ~ 2022년 6월 26일
- 제70대 박종근 2022년 6월 27일 ~ 2023년 9월 6일
- 제71대 정영학 2023년 9월 7일 ~ 2025년 7월 29일
- 제72대 김창진 2025년 7월 29일 ~

## 관할구역

### 행정구역
- 12개 구: 부산광역시 동래구, 연제구, 부산진구, 동구, 북구, 사상구, 사하구, 강서구, 금정구, 중구, 서구, 영도구

### 검찰청
- 동부지청
- 서부지청

## 소속기관

### 동부지청
- 주소: 부산광역시 해운대구 재반로 112번길 19
- 우편번호: 612-703

### 서부지청
- 주소: 부산광역시 강서구 명지동 1862

## 주소
- 부산광역시 연제구 법원로 15(거제동 1501번지)
- 우편번호: 611-744